# Љутовница
Љутовница је насеље у Србији у општини Горњи Милановац у Моравичком округу. Према попису из 2022. било је 136 становника.
Село је првобитно припадало општини Калиманићи. У селу је постојала школа почев од 1839. године. Љутовница има цркву брвнару посвећену Светом Николи са почетка 19. века коју је подигао Карађорђе као успомену на погинуле 1809. године у боју на Засавици, а која је данас вредно историјско дело које је заштићено као споменик културе.
Сеоска слава је Млади Никољдан. Сеоски вашар се одржава на Велику Госпојину.
У току су археолошка истраживања праисторијског насеља на локалитету Јованица. Реч је о насељу из палеолита, чија се старост процењује на 160.000 година.
Село се налази на 7 км од Горњег Милановца, на траси бивше железничке пруге уског колосека у правцу Љига. Надморска висина је од 420 до 520 м, а површина је 671 ха.
Овде се налазе Крајпуташ на раскрсници у Љутовници и Споменик-усамљеник у порти цркве у Љутовници.

## Историја
Село је доласком Турака било исељено и потпуно опустело. Поново је насељено у 18. веку досељеницима из рејона Сјеница и Никшићке жупе – нарочито за време Првог и Другог српског устанка. Село је под именом Љутовница први пут поменуто у турском попису 1525. године. Тада је имало 9 хришћанских кућа и две куће потурица. По предању, Љутовница је било богато село и првобитно је називано Питомица. Због једне „љуте зиме” назив је промењен у Љутовница.
Локалитет Триповац познат је као место на коме су се одигравали важни историјски догађаји.
У ратовима у периоду од 1912. до 1918. године село је дало 80 ратника. Погинуло их је 54 а 26 је преживело.

## Демографија
У пописима село је имало: 1910. године 436, 1921. године 390 а 2002. године 190 становника.
У насељу Љутовница живи 170 пунолетних становника, а просечна старост становништва износи 49,8 година (47,9 код мушкараца и 51,9 код жена). У насељу има 67 домаћинстава, а просечан број чланова по домаћинству је 2,84.
Ово насеље је великим делом насељено Србима (према попису из 2002. године), а у последња три пописа, примећен је пад у броју становника.
|  |

| Демографија | Демографија | Демографија |
| Година      | Становника  | Становника  |
| ----------- | ----------- | ----------- |
| 1948.       | 537         |             |
| 1953.       | 483         |             |
| 1961.       | 435         |             |
| 1971.       | 310         |             |
| 1981.       | 251         |             |
| 1991.       | 238         | 238         |
| 2002.       | 190         | 190         |
| 2011.       | 165         |             |

| Етнички састав према попису из 2002.‍ | Етнички састав према попису из 2002.‍ | Етнички састав према попису из 2002.‍ | Етнички састав према попису из 2002.‍ | Етнички састав према попису из 2002.‍ |
| ------------------------------------ | ------------------------------------ | ------------------------------------ | ------------------------------------ | ------------------------------------ |
|                                      |                                      |                                      |                                      |                                      |
| Срби                                 | Срби                                 |                                      | 188                                  | 98,94%                               |
| Руси                                 | Руси                                 |                                      | 1                                    | 0,52%                                |
| Македонци                            | Македонци                            |                                      | 1                                    | 0,52%                                |
| непознато                            | непознато                            |                                      | 0                                    | 0,0%                                 |

| Година пописа     | 1948. | 1953. | 1961. | 1971. | 1981. | 1991. | 2002. |
| ----------------- | ----- | ----- | ----- | ----- | ----- | ----- | ----- |
| Број домаћинстава | 109   | 103   | 106   | 91    | 87    | 77    | 67    |

| Број чланова      | 1  | 2  | 3  | 4  | 5 | 6 | 7 | 8 | 9 | 10 и више | Просек |
| ----------------- | -- | -- | -- | -- | - | - | - | - | - | --------- | ------ |
| Број домаћинстава | 13 | 22 | 14 | 10 | 1 | 6 | 0 | 0 | 0 | 1         | 2,84   |

| Пол    | Укупно | Неожењен/Неудата | Ожењен/Удата | Удовац/Удовица | Разведен/Разведена | Непознато |
| ------ | ------ | ---------------- | ------------ | -------------- | ------------------ | --------- |
| Мушки  | 92     | 26               | 62           | 4              | 0                  | 0         |
| Женски | 86     | 11               | 60           | 15             | 0                  | 0         |
| УКУПНО | 178    | 37               | 122          | 19             | 0                  | 0         |

| Пол    | Укупно                    | Пољопривреда, лов и шумарство | Рибарство                            | Вађење руде и камена | Прерађивачка индустрија       |
| ------ | ------------------------- | ----------------------------- | ------------------------------------ | -------------------- | ----------------------------- |
| Мушки  | 41                        | 6                             | 0                                    | 0                    | 21                            |
| Женски | 27                        | 8                             | 0                                    | 0                    | 11                            |
| УКУПНО | 68                        | 14                            | 0                                    | 0                    | 32                            |
| Пол    | Производња и снабдевање   | Грађевинарство                | Трговина                             | Хотели и ресторани   | Саобраћај, складиштење и везе |
| Мушки  | 1                         | 2                             | 6                                    | 1                    | 1                             |
| Женски | 0                         | 0                             | 2                                    | 4                    | 0                             |
| УКУПНО | 1                         | 2                             | 8                                    | 5                    | 1                             |
| Пол    | Финансијско посредовање   | Некретнине                    | Државна управа и одбрана             | Образовање           | Здравствени и социјални рад   |
| Мушки  | 0                         | 0                             | 0                                    | 2                    | 0                             |
| Женски | 0                         | 0                             | 0                                    | 1                    | 1                             |
| УКУПНО | 0                         | 0                             | 0                                    | 3                    | 1                             |
| Пол    | Остале услужне активности | Приватна домаћинства          | Екстериторијалне организације и тела | Непознато            | Непознато                     |
| Мушки  | 1                         | 0                             | 0                                    | 0                    | 0                             |
| Женски | 0                         | 0                             | 0                                    | 0                    | 0                             |
| УКУПНО | 1                         | 0                             | 0                                    | 0                    | 0                             |

## Галерија
- Црква брвнара
- Црква брвнара, капија
- Црква брвнара, порта
- Љутовница, поглед на село
- Љутовница, пут